# Anagallis tenella
- Commons
- Wikispecies

Anagallis tenella L., família Primulaceae,  aparece em várias das ilhas açorianas como é o caso da ilha de Santa Maria, ilha de São Miguel, ilha de São Jorge, ilha do Pico, Faial e Flores. Surge também em alguns locais do Oeste da Europa continental.

## Basônimo
- Lysimachia tenella L.